# Kuća Dominis u Makarskoj
Kuća Dominis u gradiću Makarskoj, Stjepana Ivičevića 1, zaštićeno kulturno dobro.

## Opis dobra
Kuća Dominis u organizaciji prostora i arhitektonskim elementima ima odlike dalmatinske pučke arhitekture 17. – 18. st. kao i odlike kasnog baroka koje se očituju u klesarskim zahvatima domaćih majstora. Stambena katnica ima balaturu uz južno pročelje i zidane dvostrešne luminare u uglovima, a izvorno je bila okružena ograđenim vrtom. Svojim oblikovanjem spada u najizrazitije građevine dalmatinske pučke arhitekture na Makarskom primorju.

## Zaštita
Pod oznakom Z-4892 zavedena je kao nepokretno kulturno dobro - pojedinačno, pravna statusa zaštićena kulturnog dobra, klasificirano kao "stambene građevine".